# Bergia glutinosa
Bergia glutinosa är en slamkrypeväxtart som beskrevs av Moritz Kurt Dinter och Schulze-menz. Bergia glutinosa ingår i släktet Bergia och familjen slamkrypeväxter. Inga underarter finns listade i Catalogue of Life.